# Incardinação e excardinação
Incardinação e excardinação (do latim in e ex mais cardinatio), numa linguagem própria da Igreja Católica consagrada no Código de Direito Canónico e a partir da raiz simbólica do cardo tal como cardeal, é receber ou liberar padres ou diáconos por determinado tempo. A primeira é o acto de admitir ou receber formalmente numa diocese um sacerdote pertencente a uma outra e para a segunda corresponde ao seu oposto ou antónimo que é o desligar ou demissão de um clérigo da jurisdição duma para outra.
Pode acontecer que incardinar seja concretamente a adscrição de um membro de clero a uma Igreja particular, a uma Prelazia pessoal, ou a um instituto de vida consagrada, uma ordem religiosa ou uma congregação, uma sociedade que tenha faculdade de adscrever clérigos “acéfalos” ou “vagos”.
O Concílio Vaticano II intercedeu neste assunto determinando que se revissem as suas normas de modo que correspondessem melhor às necessidades pastorais, no sentido de adaptá-las aos tempos, para o bem-comum de toda a Igreja.